# 2-га окрема бригада НГ (Україна)
2-га окрема Галицька бригада (2 ОБр, в/ч 3002) — з'єднання Національної Гвардії України, що входить до складу Західного оперативно-територіального об'єднання. День частини - 1 липня. Міста дислокації — Львів, Тернопіль, Рівне. У складі сил оборони військовослужбовці 2-Ї Галицької бригади безпосередньо беруть участь у відбитті широкомасштабної збройної агресієї Російської Федерації проти України. Зокрема виконують бойові завдання на лінії боєзіткнення.
Підрозділи бригади також забезпечують громадський порядок, несуть варту з охорони та оборони стратегічних об’єктів, а також залучені до конвоювання та екстрадиції підсудних.

## Історія
Від 10 лютого 1992 року на базі 16-ї конвойної бригади ВВ МВС СРСР, особовий склад якої 1991 року одним з перших склав присягу на вірність народу України, було сформовано 2-гу окрему конвойну бригаду внутрішніх військ МВС України (в/ч 3002).
Вже у 1992 р. у Тернополі було сформовано 14-й окремий батальйон НГУ (в/ч 1441).
Наказом КНГУ від 10 червня 1998 року всі окремі батальйони НГУ були перейменовані у окремі батальйони спеціального призначення НГУ. У 5-ї дивізії НГУ «спецпризами» стали відповідно 14-й, 16-й і 24-й окремі батальйони НГУ.
13 вересня 1999 року Указом Президента України № 1157/99 бригаді присвоєно почесне найменування Галицька та вручено бойовий прапор.
Після розформування Національної гвардії в 2000 році, тернопільський 14-й окремий батальйон спеціального призначення НГУ став лінійним батальйоном 2-ї окремої бригади ВВ МВС.

### Російсько-українська війна
У 2014 році бригада увійшла до складу Національної гвардії України.
з 2022 року після повномаштабного вторгнення рф, гвардійці пішли на захист своєї держави.
травень 2022 року одна з резервних рот тримала оборону біля населеного пункту Ново Бахмутівка.
листопад 2022 нп. Очеретене.
літо 2023 брали участь у боях під час контрнаступу в нп. Красногорівка,Урожайне.
зима 2023—2024 нп. Сєверне, кровопролитні бої за Авдіївку, Невельське
літо 2024 бої за нп. Вугледар
зима 2024—2025 бої на покровському напрямку, бійці з підрозділу дуже добре себе зарекомендували,
від початку повномаштабного вторгнення ведуть бої на Донецькому напрямку за весь період не віддали ворогу жодної позиції.
23 серпня 2024 року відзначена нагородою «За мужність та відвагу».

## Структура
- 1-й стрілецький батальйон[5] (Львів)
- 2-й стрілецький батальйон[6] (Тернопіль)[7]
- 5-й стрілецький батальйон (Дрогобич)[8][9][10][11]

- підрозділи забезпечення (Львів)
- мінометна батарея (Львів)

## Командування
- (2005—2010) полковник Кульчицький Сергій Петрович
- (2011 - 2014) полковник Сахон Олег Олександрович
- (2014 - 2019) полковник Шуляк Петро Юрійович[12]
- (2019 - 2023) полковник Шуляк Сергій Степанович
- (2023 - т.ч.) полковник Євгеній Юрійович Василенко

## Традиції

### Нарукавний знак бригади
За основу емблеми бригади взятий герб Галицько-Волинського князівства XIII сторіччя із зображенням лева, який розміщений у колі. Нарукавні знаки мають кілька варіантів вигляду. Зокрема, оливковий – для польової форми оливкового кольору, оливковий знак із синьою геральдикою – для повсякденної форми одягу. Підрозділи, які виконують завдання з охорони громадського прядку мають синій нарукавний знак із зображенням жовтого лева.

## Втрати
- Дідушко Олег Анатолійович («Беркут»), солдат, стрілець, загинув 7 лютого 2015 року.
- Кончевич Тарас Григорович («Дантист»), капітан медичної служби, начальник медичної служби, загинув 9 лютого 2015 року.
- Соколенко Андрій Аполінарійович, полковник, заступник командира з тилу–начальник тилу, загинув 17 травня 2015 року.
- Попіль Іван Ігорович, старший солдат, водій, загинув 17 травня 2015 року.
- Смолінський Ярослав Васильович, солдат, загинув 8 травня 2017 року.[14]

### 2023
- 06.08.2023 — Петльований Андрій (Малий) 10.12.1993 р., нп. Урожайне

- 06.08.2023 — Данилюк Олександр (Лєго) 15.10.1992, нп. Урожайне

### 2024
- 23 січня 2024 - Ямчинський Євгеній (Яма) 10.12.1993, Авдіївка (вважається безвісти зниклим).
- 7 лютого 2024 - Бурбан М. В. (Чорний) 19.12.1995, Авдіївка (вважається безвісти зниклим).
- 7 лютого 2024 - Бесараба Р. В. (Барсік) 09.07.2002, Авдіївка (вважається безвісти зниклим).
- 24 лютого 2024 - Хаффарі Карім (Вождь) 02.12.2000, нп. Невельське
- 13 березня 2024 - Трохимчук Василь (Оптиміст) 07.04.1998, нп. Невельське

- 23 травня 2024 — Серебров Валерій.(«Бур'ян») 29.09.1995, селище Новодонецьке Донецької області.[15]
- 24 травня 2024 — Сержант Баба Дмитро.(«Цезар») 24.12.1996 р. н. м. Львів. Загинув поблизу н. п. Сокіл, Донецької області[15]
- 3 липня 2024 — Качинський Василь. 22.06.1981, с. Зарудці.[16][17]
- 8 липня 2024 - Чура Андрій. Загинув  поблизу населеного пункту Водяне Донецької області. До 2025 року вважався зниклим безвісти.
- 20 липня 2024 — Бабух Роман. 28.03.1988, с. Добросин.[18]
- 20 липня 2024 — Ладюк Василь, 10.01.1999, Радивилів.[19]
- 22 серпня 2024 — Владіміров Борис Борисович, солдат, оператор безпілотних літальних апаратів. 37 років, м. Трускавець. Загинув внаслідок мінометного обстрілу поблизу Гродівки.[20]
- 20 вересня 2024 — Дорожівський Андрій. м. Дрогобич. Загинув неподалік Гродівки Покровського району.[21]
- 27 вересня 2024 — Смолинець Остап. 15.09.1993, м. Львів.[22]
- 3 листопада 2024 — Гончарук Валентин. 21.12.1978, c. Рогізна Хмельницької області.[23]
- 15 листопада 2024 - Іванців Андрій Петрович, 53 роки. Головний сержант, начальник варти стрілецького взводу стрілецької роти І-го стрілецького батальйону. Загинув в районі н.п. Гродівка Покровського району Донецької області[24].
- 21 листопада 2024 — Швець Віктор, снайпер. 15.02.1987 р.н., с. Ванів. Загинув на Донеччині.[25][26]
- 24 листопада 2024 — Юркевич Стефан. 20.12.1989, м. Львів.[27][28]
- 25 листопада 2024 — Поліщук Дмитро 15.10.1994, с.Нісмичі, Шептицький р-н, Львівська обл., загинув в н.п. Гродівка. [29]

### 2025
- 5 січня 2025 — Лесьняк Василь. 13.01.1997, Львів[30]
- 28 квітня 2025 — Пундур Богдан. оператор БПЛА. 27 років, Загинув поблизу населеного пункту Малинівка Покровського району.[31][32]